# Ölmühle (Welzheim)
Ölmühle ist eine ehemalige Wassermühle an der Lein und ein Wohnplatz der Kleinstadt Welzheim im baden-württembergischen Rems-Murr-Kreis.

## Lage
Die ehemalige Mühle steht auf etwa 477 m ü. NHN linksseits des Flusses im Tal der Lein, etwa einen Kilometer südöstlich der Welzheimer Innenstadt und gegenüber der Kläranlage der Stadt. Die Einzelsiedlung besteht aus drei Gebäuden. Einige hundert Meter flussaufwärts lag die 1960 abgebrannte Untere Mühle und einen Kilometer flussabwärts die 1899 abgebrannte Neufertssägmühle.

## Geschichte
Die Ölmühle wurde wohl zu Beginn des 19. Jahrhunderts errichtet und 1811 erstmals erwähnt. Ihr Mühlkanal zweigte rechts von der Lein ab. Der Zulaufkanal hatte eine Länge von etwa 160 Metern und der Ablaufkanal eine Länge von etwa 35 Metern. Die Ölmühle hatte ein Wasserrad. Besitzer der Anlage war der Welzheimer Ratsherr Jakob Koppenhöfer. Die Ölschlägerei war lange in Betrieb und wurde erst um 1950 stillgelegt. Das Gebäude dient seitdem als Wohnhaus.

### Einwohnerentwicklung
- 1845: 4 Einwohner[1]